# فورزا موتورسبورت 3
 فورزا موتورسبورت 3 (بالإنجليزية:Forza Motorsport 3)  هي لعبة من نوع سباقات. صدرت في عام 2009 وهي متوفرة لـ إكس بوكس 360 ، وهي من تطوير تيرن 10 ستوديوز ونشر شركة مايكروسوفت جيم ستوديوز.
تحتوي اللعبة على أكثر من 400 سيارة قابلة للتعديل من أكثر من 50 مُصنعاً، وتحتوي على أكثر من 100 حلقة سباق.

## بعض الجوائز التي حصلت عليها
- حصلت على جائزة «أفضل لعبة قيادة في 2009» من جيم سبوت.
- حصلت على جائزة «أفضل لعبة سباق في 2009 على إكس بوكس 360» من آي جي إن.
- حصلت على جائزة «أفضل لعبة سباق في 2009» من موقع GameTrailers .
- حصلت على جائزة «أفضل لعبة سباق في 2009» من G4TV .

 

دان جريناوالت أثناء الكشف عن اللعبة في معرض إي3 2009 .

## أجزاء اللعبة
| العنوان            | السنة | الجهاز       |
| ------------------ | ----- | ------------ |
| فورزا موتورسبورت   | 2005  | إكس بوكس     |
| فورزا موتورسبورت 2 | 2007  | إكس بوكس 360 |
| فورزا موتورسبورت 3 | 2009  | إكس بوكس 360 |
| فورزا موتورسبورت 4 | 2011  | إكس بوكس 360 |

## وصلات خارجية
- الموقع الرسمي
- Forza Motorsport 3 على موبي غيمز